# Велян Гурджев
Велян Андреев Гурджев е български революционер, деец на Вътрешната македоно-одринска революционна организация.

## Биография
Велян Гурджев е роден в 1872, 1874 или на 14 април 1876 година в битолското село Смилево, тогава в Османската империя. Брат е на фармацевта Петър Гурджев. Завършва IV клас в българската гимназия в Битоля.
Влиза във ВМОРО в 1901 година, заклет от войводите Стоян Донски и Тале Горанов. Организира революционния комитет в селото и през февруари 1902 година го заклева в църквата в присъствието на войводата Славейко Арсов. Избран е за председател на комитета.
Участва в Илинденско-Преображенското въстание през лятото на 1903 година като секретар на четата на съселянина си Кочо Груйоски, а от септември до края на въстанието той оглавява четата. Четата води три-четири големи сражения.
След въстанието от 1905 до 1906 година живее в Битоля, където също е член на районния революционен комитет. В Битоля работи с Алексо Радовчето и Кърсте Льонде. По-късно е учител във влашкото село Гопеш. В 1906 година владиката Григорий Пелагонийски го назначава за екзархийски учител в Рамна и Сърбци, където остава до Балканската война в 1912 година.
През май 1913 година сръбските окупационни власти го арестуват и лежи три месеца. След това е уволнен като учител. Затварян е още два пъти, тъй като се е „държал отрицателно към сръбската власт... [и се проявява] като добър българин“.
През август 1941 година Гурджев е касиер на Илинденското дружество в Битоля.
На 24 март 1943 година, като жител на Битоля, подава молба за българска народна пенсия, която е одобрена и пенсията е отпусната от Министерския съвет на Царство България.